# Vanzo
Vanzo (Vanso in veneto) è l'unica frazione di San Pietro Viminario in provincia di Padova, che dista 25 km dal capoluogo euganeo.
In origine il nome era Vanzo Salcai, tale denominazione deriva dalla caratteristica paludosa del territorio con la presenza di salici (“vimini” da cui la denominazione del comune “Viminario”).
Marino Sanudo nel suo itinerario del 1483 afferma:”…qui poco lontan (da Monselice) è la Villa di Avanzo et sono atorno valli…”.
Dai documenti relativi ad una visita vescovile del 1882 risulta che Simone Paltanieri, cardinale verso la metà del secolo XIII, fondò qui la chiesa parrocchiale di San Matteo. Questa chiesa, che contiene numerose caratteristiche architettoniche delle chiese romaniche, è un'importante testimonianza storica del paese oltre a villa Giustiniani, costruita nella seconda metà del XVII secolo.